# Bartosz Pieliński
Bartosz Jacek Pieliński – polski politolog, doktor habilitowany nauk społecznych, adiunkt na Wydziale Nauk Politycznych i Studiów Międzynarodowych Uniwersytetu Warszawskiego. Badacz polityki społecznej, w szczególności gramatyki instytucjonalnej.  

## Kariera naukowa
W dniu 19 listopada 2008 r. uzyskał na ówczesnym Wydziale Dziennikarstwa i Nauk Politycznych UW stopień doktora nauk humanistycznych w zakresie nauk o polityce na podstawie pracy Wschodnio-azjatyckie „państwo dobrobytu”. Polityka społeczna w południowo-wschodniej Azji jako synteza tradycji i nowoczesności, której promotorem był Mirosław Księżopolski. 15 stycznia 2020 r. na tym samym wydziale, noszącym już wówczas nazwę Wydziału Nauk Politycznych i Studiów Międzynarodowych UW, uzyskał stopień doktora habilitowanego nauk społecznych w dyscyplinie nauk o polityce i administracji na podstawie dorobku naukowego i pracy Od instytucjonalizmu historycznego do gramatyki instytucjonalnej. Poszukiwanie specyfiki instytucjonalnych badań nad dobrostanem jednostek. 
Należał do kadry naukowo-dydaktycznej Instytutu Polityki Społecznej UW, zaś w latach 2016-2019 był wicedyrektorem Instytutu. Po reorganizacji wydziału w 2019 r. wszedł w skład zespołu Katedry Metodologii Badań nad Polityką.